# Fernand Vinet
Fernand Germain Ghislain Vinet (Zinnik, 20 oktober 1899 - 11 november 1962) was een Belgisch senator.

## Levensloop
Beroepshalve leidekker, trad hij toe tot de Belgische Werkliedenpartij.
Hij werd gemeenteraadslid (1946) en schepen (1953) van Zinnik.
In februari 1962 werd hij socialistisch senator voor het arrondissement Bergen, in opvolging van de overleden Eugène Debaise. Er kwam een voortijdig einde aan dit mandaat doordat hij zelf ook overleed.